# Muntele Kailash
Muntele Kailash (cunoscut și ca Kailasa; Kangrinboqê sau Gang Rinpoche; în tibetană standard: གངས་རིན་པོ་ཆེ; în chineză simplificată: 冈仁波齐峰; în chineză tradițională: 岡仁波齊峰; pinyin: Gāngrénbōqí Fēng; în sanscrită: कैलास, IAST: Kailāsa) este un vârf din munții Himalaya, situat în Prefectura Ngari, în Regiunea Autonomă Tibet din China. Acesta se află în Lanțul Kailash (Munții Gangdisê) din Transhimalaya, în partea de vest a Platoului Tibetan. Vârful Muntelui Kailash se ridică la o altitudine de 6.638 m (21.778 ft), în apropierea trijuncției vestice dintre China, India și Nepal. Muntele Kailash este situat aproape de lacurile Manasarovar și Rakshastal. Sursele a patru râuri – Indus, Sutlej, Brahmaputra și Karnali – se află în apropierea regiunii. 
Muntele este un loc sacru de pelerinaj în patru religi asiatice, hinduism, budism, jainism și bön (șamanismul tibetan), deoarece:
- în hinduism, muntele este considerat casa zeului Shiva;
- în budism, muntele este considerat casa lui Buddha Demchok;
- în jainism, muntele este considerat locul unde Tirthankara Rishabha a atins moksa (eliberarea);
- în bön, muntele este considerat sursa magiei și a energiei spirituale;

Oameni din India, China, Nepal și alte țări din regiune întreprind pelerinaje la acest munte. Pelerinajul implică, în general, drumeții spre lacul Mansarovar și o circumambulație în jurul Muntelui Kailash.
Deși muntele a fost studiat de alpiniști în trecut, nu există înregistrări despre o ascensiune reușită a acestuia. Escaladarea muntelui este interzisă de guvernul chinez din cauza semnificației sale religioase.

## Etimologie
Muntele este cunoscut sub numele de „Kailāsa” (कैलास; variantă: Kailāśa कैलाश) în sanscrită. Numele ar putea deriva din cuvântul „kelāsa” (केलास), care înseamnă „cristal”, deci Muntele Kailash s-ar traduce Muntele de Cristal .
În dicționarul său tibetano-englez, Sarat Chandra Das afirmă că „kai la ca” (Wylie: kai la ca), provenind din sanscrita Kailāsa, este folosit pentru a desemna muntele. Muntele este cunoscut local și sub denumirea de Gang Rinpoche (tibetană: གངས་རིན་པོ་ཆེ་; chineză simplificată: 冈仁波齐峰; chineză tradițională: 岡仁波齊峰) sau Gang Tise. Gang Rinpoche înseamnă „muntele bijuterie de zăpadă”, unde Kang (sau Gang) este cuvântul tibetan pentru „munte alb” (vârf înzăpezit), iar rinpoche este un titlu onorific care înseamnă „cel prețios”. Gang Tise înseamnă „muntele gheții sau al răcorii”.
„Budiștii tibetani îl numesc Kangri Rinpoche; „Muntele Prețios de Zăpadă”. Textele Bon conțin multe denumiri: Floarea Apei, Muntele Apelor de Mare, Muntele celor Nouă Svastici Suprapuse. Pentru hinduși, este casa zeului Shiva... pentru jainiști, locul unde primul lor lider a atins iluminarea; pentru budiști, buricul universului; iar pentru adepții religiei Bon, sălașul zeiței cerului Sipaimen.”
— Alice Albinia enumeră câteva dintre denumirile muntelui și semnificația sa religioasă pentru diverse credințe.

## Geografie și topografie
Muntele Kailash este situat în Prefectura Ngari, în Regiunea Autonomă Tibet din China. Se află în Munții Gangdisê (cunoscuți și sub denumirea de Lanțul Kailash) din Transhimalaya, în partea de vest a Platoului Tibetan. Vârful Muntelui Kailash se ridică la o altitudine de 6.638 m (21.778 ft). Regiunea se află la nord de trijuncția vestică a granițelor dintre China, India și Nepal.
Principalele râuri care izvorăsc din Munții Gangdise de vest sunt Yarlung Tsangpo (care devine Brahmaputra), Indus, Sutlej și Karnali, un afluent al Gangelui. Toate aceste sisteme fluviale își au originea într-o regiune de aproximativ 60 km (37 mi).
Muntele Kailash este situat pe malurile lacurilor Manasarovar și Rakshastal. Cu o suprafață de 320 km² (120 sq mi), Manasarovar este cel mai înalt lac de apă dulce din lume.

### Geologie
Regiunea din jurul Muntelui Kailash păstrează rămășițele unor mari calote glaciare care au acoperit zona în perioada cuaternară, ultima dintre acestea retrăgându-se în urmă cu aproximativ 10.000 de ani. Muntele ar putea fi un pandantiv metasedimentar masiv, sprijinit pe o bază de granit. Zona izvoarelor râului Indus este caracterizată de falii pe scară largă în roci sedimentare metamorfozate, datând din perioada Cretacicului târziu până la Cenozoicul mediu, intercalate cu roci granitice igneice din Cenozoic. Rocile din Cenozoic reprezintă calcare marine offshore depuse înainte de subducția scoarței oceanice a oceanului Tethys. Aceste sedimente au fost depuse pe marginea sudică a blocului asiatic înainte de coliziunea dintre continentele Indiei și Asiei. Regiunea mai include dune de nisip care acoperă formațiuni vulcanice din Eocenul târziu, intercalate cu sedimente din Cretacic și Eocen.
Zona de flysch a Kailashului se extinde pe aproximativ 20 km (12 mi) de la munte și marchează capătul nordic al Munților Himalaya și începutul Transhimalayei. Lanțul Transhimalayan s-a format prin subducția sedimentelor rezultate din coliziunea plăcilor tectonice indiană și eurasiatică. Zona de flysch conține alternanțe de peridotite, șisturi nisipoase și dolomite, acoperite de terase de pietriș. Muntele în sine este format din roci conglomerat masive așezate pe granit. Partea vizibilă a conglomeratelor se extinde de la 4.700 m (15.400 ft) până la vârf, baza acestora fiind localizată mai adânc în munte.

### Climă
Vremea este relativ uscată între aprilie și iunie, cu temperaturi diurne între 5 și 17 °C (41 și 63 °F) și temperaturi nocturne între 0 și 6 °C (32 și 43 °F). Începând din octombrie, temperatura scade, iar iarna aduce temperaturi diurne mai mici, între −4 și 0 °C (25 și 32 °F), și temperaturi nocturne care pot ajunge până la −20 °C (−4 °F), cu ianuarie fiind cea mai rece lună. Musonii aduc ploi din iunie târziu până în august, însoțite de vânturi reci.
Încălzirea globală afectează Platoul Tibetan de aproximativ trei ori mai rapid (cu 0,3 °C pe deceniu) decât alte regiuni ale lumii, ceea ce duce la zăpezi mai puține iarna. Localnicii au observat o încălzire a terenului din jurul Muntelui Kailash, iernile fiind mai puțin severe decât în trecut. Retragerea ghețarilor și dezghețul permafrostului din regiunea Tibetului ar putea avea efecte imprevizibile asupra resurselor de apă din zonă. Aceste efecte, combinate cu creșterea populației și a turismului, exercită o presiune severă asupra ecosistemului fragil din jurul Muntelui Kailash.

### Conservare
Organizația interguvernamentală International Centre for Integrated Mountain Development (ICIMOD) este implicată într-un proiect transfrontalier numit Kailash Sacred Landscape Conservation and Development Initiative în regiunea din jurul Muntelui Kailash. Organizația desfășoară eforturi continue pentru a colecta date climatice și pentru a elabora modalități durabile de viață pentru locuitorii regiunii.

## Alpinism
În 1926, Hugh Ruttledge, comisar adjunct al Almorei, a vizitat zona pentru a se întâlni cu Garponul (liderul local tibetan) din Ngari. Deoarece Garponul era plecat, Ruttledge a efectuat o circumambulație a Muntelui Kailash în timp ce îl studia. Conform lui Ruttledge, muntele avea aproximativ 6.000 m (20.000 ft) înălțime și era complet inaccesibil pentru escaladă. El a luat în considerare o ascensiune pe creasta nord-estică și a explorat zona împreună cu colonelul R. C. Wilson, care se afla pe cealaltă parte a muntelui împreună cu un șerpaș pe nume Tseten. Potrivit lui Wilson, Tseten i-a spus că creasta sud-estică ar putea reprezenta o rută fezabilă spre vârf. Wilson a explicat că, deși au încercat să urce pe munte, au întâmpinat ninsori abundente, ceea ce a făcut ascensiunea imposibilă.
Herbert Tichy a vizitat zona în 1936, încercând să escaladeze muntele. Când a întrebat localnicii dacă Kailash ar putea fi escaladat, un Garpon i-a răspuns: „Doar un om complet lipsit de păcate ar putea urca pe Kailash. Și nu ar trebui să escaladeze pereții abrupți de gheață pentru a face asta – s-ar transforma într-o pasăre și ar zbura până la vârf.”
Alpinistul italian Reinhold Messner a primit, în anii 1980, oportunitatea din partea guvernului chinez de a urca pe munte. Totuși, se pare că a refuzat, spunând: „Dacă cucerim acest munte, cucerim ceva din sufletele oamenilor. Aș sugera să urce pe ceva puțin mai dificil.” În 2001, unei echipe spaniole i-a fost refuzată permisiunea de a escalada vârful. Autoritățile chineze au promis că orice activitate de escaladă pe Muntele Kailash este strict interzisă.
Până în 2023, nu există informații despre vreo ascensiune reușită a muntelui.

## Semnificație religioasă
Muntele Kailash este considerat sacru în hinduism, budism, jainism și religia Bon.

### Hinduism
În arta și literatura hindusă, muntele este descris ca fiind sălașul lui Shiva, care locuiește acolo împreună cu soția sa, Parvati, și copiii lor, Ganesha și Kartikeya. În reprezentările timpurii hinduse, Kailash era descris ca unul dintre munții din Himalaya. În mitologia hindusă, Muntele Meru este considerat o scară către cer, unde locuiesc deva-șii, iar Vishnu Purana afirmă că acesta se află în centrul lumii, înconjurat de șase lanțuri montane similare unui lotus, unul dintre acestea fiind Himalaya. În teologia hindusă ulterioară, Kailash a fost identificat cu Meru. Shiva este descris stând în poziție de lotus, meditând în interiorul muntelui.
Kailash și Mansarovar sunt menționate în epopeele hinduse Ramayana și Mahabharata. Conform scripturilor și reprezentărilor sculpturale hinduse, regele demon Ravana a zguduit muntele după ce i-a fost refuzată intrarea în Kailash. Acest lucru l-a înfuriat pe Shiva, care a apăsat muntele cu degetul de la picior, captivându-l pe Ravana între stânci. Ravana a cântat imnuri în onoarea lui Shiva timp de o mie de ani înainte de a fi eliberat. Această reprezentare a lui Shiva este cunoscută și sub numele de Ravananugraha (care înseamnă „forma ce arată bunăvoință față de Ravana”).

### Jainism
Conform scripturilor jainiste, Rishabhanatha, fondatorul jainismului, a atins moksha (eliberarea) pe Muntele Kailash. Jainii cred că, după ce Rishabhanatha a atins moksha, fiul său, împăratul Bharata, a construit trei stupa și douăzeci și patru de altare dedicate celor 24 de tirthankara în regiune, cu idolii lor împodobiți cu pietre prețioase, numindu-l Sinhnishdha. El a realizat, de asemenea, o ceremonie de închinare de două săptămâni numită Mahamaga și a atins moksha de la Kailash. Ulterior, au fost săpate gropi mari în jurul muntelui, iar râul Gange a fost deviat pentru a curge prin ele.
Conform tradițiilor jainiste, cel de-al 24-lea și ultim Tirthankara, Mahavira, a fost dus pe vârful Meru de către Indra la scurt timp după naștere, după ce mama sa a fost adormită profund. Acolo, Mahavira a fost uns cu unguente prețioase.

### Budism și Bon
Conform textelor budiste, Muntele Kailash (Kailasa) este identificat cu mitologicul Munte Meru. Kailash este central în cosmologia budistă și reprezintă un loc important de pelerinaj pentru anumite tradiții budiste. În budism, Kailash simbolizează tatăl lumii, iar lacul Mansarovar reprezintă mama. Numeroase locuri din regiune sunt asociate cu Padmasambhava, creditat cu introducerea budismului tantric în Tibet în secolul al VIII-lea d.Hr.
Budiștii Vajrayana cred că sfântul Milarepa (c. 1052 – c. 1135) a avut o confruntare cu Naro Böncham, un adept al religiei Bon din Tibet. Cei doi s-au angajat într-o bătălie a inteligenței, fără ca vreunul să câștige clar. În final, s-a convenit că cel care ajunge primul pe vârful Kailash va fi declarat câștigător. În timp ce Naro a folosit un tambur magic pentru a urca, Milarepa a ajuns pe vârf călătorind pe razele soarelui, câștigând astfel competiția. În semn de bunăvoință, Milarepa a cedat muntele din apropiere, cunoscut de atunci ca Bönri, adepților religiei Bon.
Pentru adepții religiei Bon, muntele este locuința zeiței cerului Sipaimen și centrul fostului imperiu Bon, Zhang Zhung. Conform credințelor tibetane, muntele era considerat centrul universului Mandala și sursa miticelor râuri Leul, Calul, Păunul și Elefantul, care curgeau în cele patru direcții cardinale.

## Pelerinaj
Datorită sacralității sale percepute de diverse religii, oamenii întreprind un pelerinaj numit yatra către munte. Deși nu se știe când a început primul pelerinaj, acesta este unul dintre cele mai vechi trasee de pelerinaj, existent de mii de ani.
Pelerinajele către munte au crescut în anii 1930, dar au fost afectate de revendicările teritoriale ale Chinei și ale Imperiului Britanic. După ocuparea Tibetului de către China în 1950-51, pelerinajele religioase la Kailash și Mansarovar au fost permise. Totuși, accesul din India, garantat inițial prin Acordul chino-indian din 1954, a fost restricționat după revolta tibetană din 1959, iar frontierele au fost închise în urma războiului chino-indian din 1962. După aproape două decenii, pelerinajul din India a fost reluat în 1981, în urma unui acord între guvernele Indiei și Chinei.
Pelerinajul a fost suspendat timp de trei ani, din 2020, din cauza pandemiei de COVID-19, dar ruta a fost redeschisă în 2023, cu noi reglementări.
De la redeschiderea rutei în 1981, numărul de pelerini indieni a crescut considerabil. Înainte de închiderea din 2020, mii de pelerini indieni participau anual la yatra. Din 2015, doritorii din India trebuie să aplice în avans la Ministerul Afacerilor Externe, iar permisele sunt alocate prin selecție aleatorie computerizată, cu prioritate pentru cei aflați la prima călătorie.
Guvernul Indiei organizează pelerinajul, care este permis între lunile iunie și septembrie. Pelerinii din India folosesc două rute deschise în acest scop, trecând frontiera pe la trecătorile Lipu Lekh (Uttarakhand) și Nathu La (Sikkim). Începând cu 2020, un drum accesibil pentru vehicule este disponibil până la trecătoarea Lipu Lekh prin partea indiană a văii Mahakali.
Ruta Nathu La, deschisă în 2015, presupune călătoria până la Gangtok, urmată de traversarea trecătorii în China.
Pelerinajul din Nepal se desfășoară în general prin districtul Humla din nord-vestul Nepalului. Cutremurul din Nepal din aprilie 2015 a dus la închiderea trecătorii Tatopani-Zangmu. Pelerinii din Nepal se pot ruga și la Muntele Kailash din interiorul țării, acesta fiind vizibil din trecătoarea Lapcha La, deasupra văii Limi, într-o zi senină. O altă rută include trecătoarea Rasuwa-Gyirong.
De asemenea, pelerinii pot ajunge la Lhasa cu avionul înainte de a începe călătoria către lacul Mansarovar sau Darchen.
Pelerinajul implică o drumeție către Lacul Mansarovar și o circumambulație în jurul Muntelui Kailash. Traseul în jurul muntelui are o lungime de 53 km (33 mi). Circumambulația este realizată în sensul acelor de ceasornic de către hinduși, budiști și jainiști, în timp ce adepții religiei Bon (Bönpos) o efectuează în sens invers acelor de ceasornic. Drumul începe și se încheie de obicei la Darchen, un mic avanpost situat la altitudinea de 4.670 m (15.320 ft), iar cel mai înalt punct al traseului este la trecătoarea Drölma, situată la 5.650 m (18.540 ft).
Drumeția poate fi făcută pe jos, cu sprijinul unui cal sau al unui iac domestic. Circumambulația durează, în medie, trei zile:
- Prima zi include drumeția de la Darchen la mănăstirea Dirapuk Gompa, pe o distanță de aproximativ 14 km (8,7 mi).
- A doua zi presupune călătoria de la Dirapuk la Zutulphuk, trecând prin trecătoarea Drölma, pe o distanță de 19 km (12 mi).
- În ultima zi, pelerinii se întorc la Darchen.

Cea mai extremă metodă de a efectua circumambulația (numită Kora în budismul tibetan) implică prosternări în întregul traseu. Pelerinul se apleacă, îngenunchează, se prosternează complet, marchează locul cu degetele, se ridică, se roagă și apoi se târăște înainte până la semnul făcut anterior, repetând procesul. Prin această metodă, pelerinajul durează, în medie, trei săptămâni.

### Beneficiile spirituale
Pelerinii cred că circumambulația Muntelui Kailash aduce beneficii spirituale, cum ar fi curățarea păcatelor. Fiecare circumambulație este considerată ca împlinind un ciclu viață-moarte. Pe traseu, se află numeroase stupe, stâlpi cu steaguri, mănăstiri budiste și stații de rugăciune. Multe dintre artefactele culturale de-a lungul traseului au fost distruse în timpul Revoluției Culturale din China (1966-1976). Hindușii fac o baie ritualică în Lacul Mansarovar înainte de a începe circumambulația.
Conform textului hindus Skanda Purana, „Nu există munți precum Himalaya, pentru că acolo se află Kailash și Mansarovar. Așa cum roua se evaporă la răsăritul soarelui, la fel păcatele oamenilor se șterg la vederea Himalayei.”

### Ritualuri și restricții
Pelerinii budiști tibetani adesea recită mantra om mani padme hum („bijuteria din lotus”) și cântă melodii nyelu în timp ce traversează trecătoarea Dolma La, cântece care simbolizează fraternitatea între toți pelerinii care se întâlnesc pe drumul către Kailash.
Deoarece muntele este situat într-o zonă izolată din Himalaya, există foarte puține facilități care să sprijine pelerinii. Din diverse motive religioase ale credințelor care venerează muntele, punerea piciorului pe versanții muntelui sau încercarea de a-l escalada este strict interzisă prin lege.

## Legături externe
- Walk around Kailash Video